# Osornophryne occidentalis
Osornophryne occidentalis es una especie de anfibio anuro de la familia Bufonidae.

## Distribución geográfica
Esta especie es endémica del noroeste de Ecuador. Se encuentra en las provincias de Imbabura y Pichincha entre los 2500 y 2750 m sobre el nivel del mar en la vertiente occidental de la Cordillera Occidental.

## Publicación original
- Cisneros-Heredia & Gleusenkamp, 2010: A new Andean Toad of the genus Osornophryne (Amphibia: Anura: Bufonidae) from northwestern Ecuador, with taxonomic remarks on the genus. Avances en Ciencias e Ingenierías, vol. 2, p. 64-73.[3]